# Takayuki Odajima
Takayuki Odajima (født 15. september 1977) er en tidligere japansk fodboldspiller.
Han har spillet for flere forskellige klubber i sin karriere, herunder Montedio Yamagata og Thespa Kusatsu.